# Giuseppe Belmonte
Giuseppe Belmonte (Napoli, 18 marzo 1929 – Roma, 6 marzo 1998) è stato un militare e agente segreto italiano, ricordato soprattutto per l'attività di depistaggio da lui svolta nel caso della strage di Bologna, per il quale fu condannato a sette anni e undici mesi di reclusione.

## Biografia
Le informazioni su Belmonte derivano principalmente dagli atti delle indagini e dei processi in cui fu coinvolto a partire dal 1984, relativi alla strage alla stazione ferroviaria di Bologna avvenuta il 2 agosto 1980. Belmonte, colonnello dei carabinieri e ufficiale del SISMI, agì di concerto con Pietro Musumeci e altri ufficiali per organizzare diverse attività di depistaggio, al fine di distogliere l'attenzione dei magistrati dai veri colpevoli della strage.
Il 13 gennaio 1981 fu fatta ritrovare sull'"Espresso 504" Taranto-Milano una valigia piena di esplosivo dello stesso tipo usato a Bologna il 2 agosto. Nella valigia erano presenti anche un mitra MAB, un fucile automatico da caccia, otto lattine riempite con 6/7 ettogrammi di sostanze esplosive, le copie di due giornali francesi e di due giornali tedeschi. Inoltre c'erano due biglietti aerei, intestati a Martin Dimitrief, per il volo Milano-Monaco e a Raphael Legrand per il volo Milano-Parigi del 13 gennaio. I biglietti erano stati acquistati a Taranto dal terrorista Giorgio Vale, che morì quando il suo covo fu scoperto dalla polizia. Dimitrief e Legrand erano due estremisti di destra appartenenti al gruppo FANE.
Musumeci e Belmonte riferirono di aver saputo della valigia da un personaggio della malavita milanese, poi rivelatosi una pura invenzione. Interrogato a Roma dal PM Domenico Sica e dai magistrati bolognesi, Belmonte fornì una seconda versione falsa, nella quale dichiarava che il suo informatore era un maresciallo dei carabinieri, ex collaboratore del SISMI. Scopo dei due depistatori era dirottare le indagini verso una falsa pista internazionale, nella fattispecie verso alcuni gruppi eversivi della destra europea:
- il gruppo neonazista Wehrsportgruppe Hoffmann (WSG - Gruppo sportivo militare Hoffmann, fondato nel 1973 da Karl-Heinz Hoffmann);
- la Fédération d'Action Nationaliste et Européenne (FANE).

Dal processo emerse, tra le altre cose, che il mitra MAB ritrovato nella valigia proveniva invece da un deposito di armi della Banda della Magliana: una conferma dei contatti dei servizi segreti con questa organizzazione malavitosa. Al termine della vicenda giudiziaria, nel 1995, fu condannato a sette anni e undici mesi di reclusione. Alla sua figura è ispirato il personaggio letterario Pi Greco che compare nel libro Romanzo criminale di Giancarlo De Cataldo e nella serie televisiva omonima.

## Appartenenza alla massoneria
A differenza di Pietro Musumeci, Belmonte non fu affiliato alla loggia massonica deviata P2, ma figura fra gli affiliati alla massoneria secondo quanto riportato, alla fine degli anni '80, da un rapporto della DIGOS sulle logge massoniche bolognesi.